# Leucoraja yucatanensis
Leucoraja yucatanensis es una especie de pez de la familia de los Rajidae en el orden de los Rajiformes.

## Reproducción
Es ovíparo y las hembras ponen huevos envueltos en una cápsula córnea.

## Hábitat
Es un pez de mar y de Clima tropical y demersal que vive hasta los 423 m de profundidad.

## Distribución geográfica
Se encuentra en el Océano Atlántico occidental central: Yucatán (México ).

## Observaciones
Es inofensivo para los humanos.